# Hryhorii Epik
Hryhorii Danylovych Epik (também escrito como Grigorij Danilovič Epik, em ucraniano:Григорій Данилович Епік) foi um autor ucraniano. Nasceu em 17 de janeiro de 1901 na cidade de Dinpropetrovsk. Escreveu poemas e romances, em sua maioria falando de situações políticas, algumas das quais foram transformadas em filmes e traduzidas em diversas línguas, como russo, polonês, hebreu e alemão. Também se envolveu com causas políticas como ativista, entrando no partido bolchevique em 1920. Foi executado em 3 de novembro de 1937, em Medvezhyegorsk, na Rússia, junto com 289 membros da inteligentsia ucraniana, sendo vítima de perseguição política por parte do governo soviético.